# Данило Хаустов
Данило Хаустов (13 грудня 1980) — естонський плавець.
Учасник Олімпійських Ігор 2004, 2008 років.